# Butyromètre

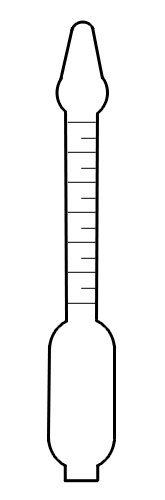
Schéma d’un butyromètre

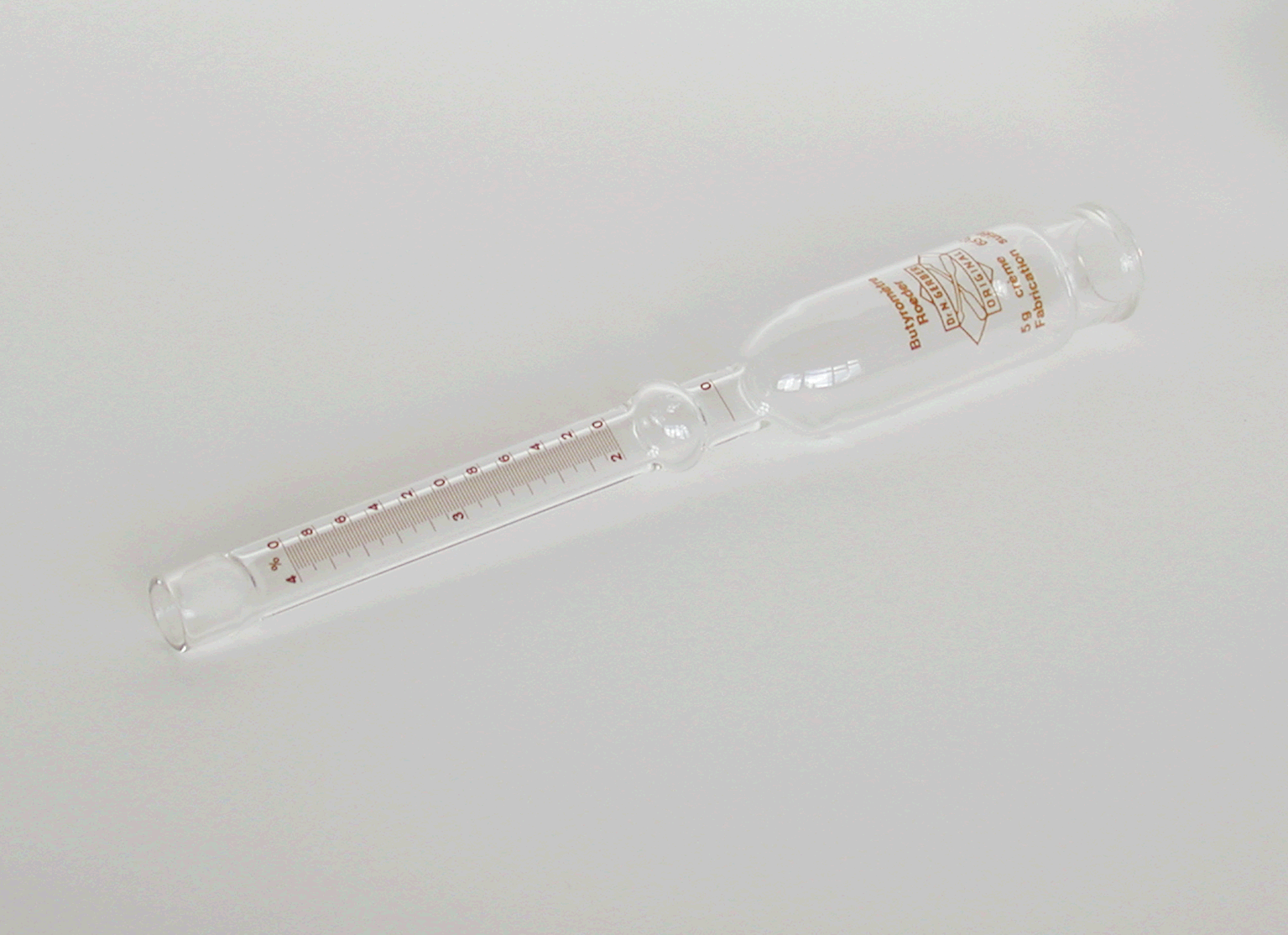
Butyromètre

- Le butyromètre est un instrument de mesure utilisé pour déterminer la teneur en matière grasse du lait ou des produits laitiers par la méthode Gerber, inventée par le chimiste Suisse Niklaus Gerber.

Pour l'utiliser il faut tout d'abord ajouter 10 ml d'acide sulfurique, 11ml de la solution testé et 2ml d'alcool amylique, cela produira une forte réaction exothermique, homogénéiser avent de faire passer à la centrifugeuse pour 5 minutes, une fois les 5 minutes écouler aligner la matière grasse avec les graduations situer dans le cous de la verrerie.
un schéma pour mieux comprendre